# 芦布错
芦布错（藏語：གླག་པོ་མཚོ།，威利转写：glag po mtsho，THL：Lakpo Tso）位于中国西藏自治区阿里地区日土县境内，地处日土县南部，东临昆仲错，湖面海拔4342米，湖长6.7公里，最大宽2.2公里，平均宽1.2公里，面积8.4平方公里。